# Dúpax del Norte
Dúpax del Norte es un municipio filipino de tercera categoría perteneciente a  la provincia de Nueva Vizcaya en la Región Administrativa de Valle del Cagayán, también denominada Región II.

## Geografía
Tiene una extensión superficial de 347.30 km² y según el censo del 2007, contaba con una población de 16.371 habitantes y 3.150 hogares; 25.697 habitantes el 1 de mayo de 2010

"...El Municipio de Dúpax del Norte estará compuesta por la parte de la Municipalidad de Dúpax que comprende la poblacion de Malasin, los barrios de Ineangan, Lamo, Inaban, Mabasa, Monguia, Parai, Belance y Biruk, y los sitios de TANAP, Butao, Hollywood, Riverside, Anting, Biribir, Oyao, Mangawit, Bangui, Guipan, Maghanay, Naya, Cawayan, Goto, Mapatan Modelo Barrio y Accon, con los siguientes límites..."
REPUBLIC ACT NO. 6372.

### Barangayes
Dúpax del Norte se divide administrativamente en 15 barangayes o barrios, 14 de carácter rural y solamente Malasin, su capital (población), con sus 3.144  habitantes, tiene carácter urbano.
| - Belance - Binuangan - Bitnong - Bulala - Inaban - Ineangan - Lamo | - Mabasa - Macabenga - Malasin (Población) - Munguia - Nuevo Gumiad - Oyao - Parai - Yabbi |

## Política
Su Alcalde (Mayor) es la médico Clarita Egmin-Epi.

## Historia
Municipio creado el 16 de agosto de 1971 por división en dos del antiguo municipio de Dupaux.
El nombre Dúpax viene de la palabra Isinay dopaj que significa que se acueste en la relajación total. El actual emplazamiento solía servir como lugar donde festejaban los cazadores tras de duras jornadas de caza en las montañas cercanas. Una vez concluidos estos festejos ya se acostaban para así relajarse por completo antes de levantarse de nuevo para regresar a sus respectivos hogares. En esta zona llana de acampada decidieron establecerse junto con sus familias formando el poblado de Dopaj.
En 1725 habitaban este territorio dos tribus, los Malaats y los caraos. Los Malaats, dirigidos por el cacique Dayag, ocuparon un área que se conoce como Parai en Dúpax del Norte, mientras que los caraos, dirigidos por Tiyum Pising, vivieron con los Isinays en Dúpax del Sur.
En 1928, siendo alcalde Inocencio Suzon, se propuso trasladar el ayuntamiento de Malasin, hoy en Dúpax del Norte, a Dopaj, actual sede de Dúpax del Sur. El 28 de noviembre de 1931, siendo alcalde Tranquilino Orden vuelve a proponerse el traslado. Pero no fue  hasta 1956 cuando el Congreso lo autorizó bajo el patrocinio del congresista Leonardo B. Pérez.
Dúpax era el municipio de mayor extensión superficial de toda la provincia de Nueva Vizcaya hasta que  en 1971, el Congreso a iniciativa del congresista Benjamín B. Pérez y del senador Leonardo B. Pérez, allanando el camino para la división de Dúpax en dos municipios: Dúpax del Norte y Dúpax del Sur.

## Fiestas locales
- El festival se celebra todos los años los días 4 y 5 del mes de mayo.
- Fiesta patronal en honor de Santa Ana el día 29 de julio.[11]